# Очура (Лепоглава)
Очура је насељено место у саставу града Лепоглаве у Вараждинској жупанији, Хрватска. До територијалне реорганизације у Хрватској налазила се у саставу старе општине Иванец.

## Становништво
На попису становништва 2011. године, Очура је имала 188 становника.

## Попис1991.
На попису становништва 1991. године, насељено место Очура је имало 248 становника, следећег националног састава:
| Попис 1991.‍  | Попис 1991.‍  | Попис 1991.‍ | Попис 1991.‍ | Попис 1991.‍ |
| ------------ | ------------ | ----------- | ----------- | ----------- |
|              |              |             |             |             |
| Хрвати       | Хрвати       |             | 246         | 99,19%      |
| Словенци     | Словенци     |             | 1           | 0,40%       |
| неопредељени | неопредељени |             | 1           | 0,40%       |
| укупно: 248  |              |             |             |             |